# Бакштаев, Леонид Георгиевич
Леони́д Гео́ргиевич Бакшта́ев (укр. Леонід Георгійович Бакштаєв; 10 мая 1934 — 29 июля 1995, Киев) — советский и украинский актёр театра и кино. Народный артист УССР (1987).

## Биография
Леонид Бакштаев родился 10 мая 1934 года в селе Добрынь (ныне Гомельская область, Белоруссия).
В 1958 году окончил Белорусский театральный институт. Актёр КАРДТ имени Леси Украинки.
С 1973 года — педагог КГИТИ имени И. К. Карпенко-Карого.
В 1958—1962 годах работал актёром в Русском драматическом театре имени В. П. Чкалова в Николаеве.
С 1962 года по 1966 год — в Русском драмтеатре имени М. Горького в Днепропетровске.
Леонид Бакштаев был необычайно популярен и любим благодарными зрителями, собирал полные залы, на сцене был органичен и зрители забывали, что это спектакль. Бакштаев был по-настоящему талантлив, играл разноплановые роли, ему удавался любой репертуар.
В 1987 году получил звание Народного артиста Украинской ССР.

### Кино
В кино Леонид Бакштаев начал сниматься с 1967 года. Режиссёры довольно быстро определили его амплуа, — на протяжении двух десятилетий он создавал на экране героические образы. Особенно часто актёра использовали в военных лентах: «На Киевском направлении» (Кудряшов), «Комиссары» (Дегтярёв), «Мир хижинам, война — дворцам» (Ростислав Драгомирецкий), «Бумбараш» (красноармейский командир Чубатов), «Тайна партизанской землянки» (Леонид Григорьевич), «Аты-баты, шли солдаты» (Константин Святкин), «Красные дипкурьеры» (комэск), «Алые погоны» (капитан Боканов), «Война на западном направлении» (генерал-лейтенант) и других. Периодически режиссёры «отправляли» Бакштаева в противоположный стан. Так, в фильме «Нина» он предстал в образе офицера СС Шульца, а в совместной советско-югославской ленте «Свадьба» — сыграл роль немецкого майора.
Скончался от онкозаболевания 29 июля 1995 года в Киеве. Похоронен на Лесном кладбище украинской столицы.

### Семья
Жена — Мария, журналистка. Дочери — Марина, Алеся.

## Фильмография
- 1967 — Незабываемое — Дехтярёв
- 1968 — На Киевском направлении — Кудряшов, подпольщик
- 1969 — Комиссары — Дегтярёв / Михаил Кондрашов
- 1970 — Мир хижинам — война дворцам — Ростислав Драгомирецкий
- 1970 — Крутой горизонт — Иван
- 1971 — Бумбараш — Чубатов
- 1971 — Белая птица с чёрной отметиной — Остап
- 1971 — Нина
- 1973 — Свадьба (производство СССР-Югославия, реж. Р.Шаранович) — немецкий майор
- 1974 — Тайна партизанской землянки — Леонид Григорьевич Ткаченко
- 1975 — Там вдали, за рекой — бандит, сдавший в плен
- 1976 — Эквилибрист
- 1976 — Аты-баты, шли солдаты — Константин Викторович Святкин
- 1978 — День первый, день последний — Андрей
- 1978 — Маршал революции — Будённый
- 1979 — Смотрины — Заречный, председатель колхоза «Заря»
- 1980 — Алые погоны — капитан Сергей Павлович Боканов
- 1981 — Приказ: огонь не открывать — Дубов
- 1981 — Проданный смех — отец Тима
- 1981 — История одной любви — Алёхин
- 1981 — Петля Ориона — Павел Белов
- 1983 — Последний довод королей — генерал Барни Рутковский, начальник ПВО
- 1984 — Лучшие годы — Зубкевич
- 1985 — Научись танцевать — отец Жени Чумакова
- 1985 — Третье поколение — Корепанов
- 1986 — Счастлив, кто любил…
- 1988 — Штормовое предупреждение — Максим Горев, директор химкомбината.
- 1990 — Война на западном направлении — генерал
- 1991 — Ниагара
- 1991 — Убить «Шакала» — эксперт

## Озвучивание
- 1981 — Крылатый мастер (мультфильм) — читает текст